# Nicolás Bravo
För andra betydelser, se Nicolás Bravo (olika betydelser).

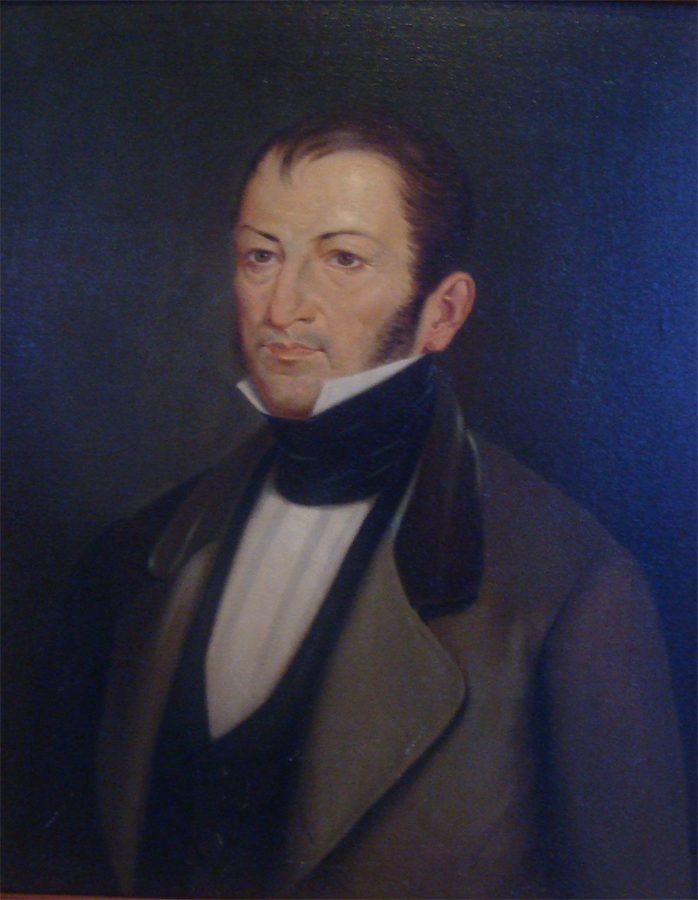
Nicolás Bravo Rueda

Nicolás Bravo Rueda född i Chilpancingo, Guerrero, 10 september 1786, död Hacienda de Chichihualco, Guerrero, 22 april 1854. Mexikansk politiker och militär. President i Mexiko under tre perioder 1839, 1842 till 1843 och 1846.
Bravo deltog som befäl under Mexikanska frihetskriget, där han bland annat blev känd för att efter att spanjorerna avrättat hans far, beordrat att 300 av hans spanska fångar skulle avrättas, men ångrat detta och släppt alla fångarna som senare skulle ställa sig under mexikansk flagg.
Bravo var en i triumviratet som ledde Mexiko provisoriskt sedan kejsar Agustín de Iturbide tvingats abdikera 1823. 